# آگوستین رودریگز (بازیکن فوتبال، زاده ۲۰۰۴)
آگوستین رودریگز (انگلیسی: Agustín Rodríguez؛ زادهٔ ۲ مهٔ ۲۰۰۴) بازیکن فوتبال اهل آرژانتین است.
وی همچنین در تیم ملی فوتبال Argentina U15 بازی کرده‌است.